# Демократа (футбольный клуб)
«Демократа» — бразильский футбольный клуб из города Говернадор-Валадарис. В настоящий момент клуб выступает в Серии D Бразилии. Клуб основан 13 февраля 1932 года, домашние матчи проводит на стадионе «Мамудао», вмещающем 10 000 зрителей. Главным достижением «Демократы» стало завоевание трофея штата Минас-Жерайс в 1981 году. Заняв 4-е место в чемпионате штата в 2010 году, клуб получил право выступить в Серии D Бразилии в 2010 году и в Кубке Бразилии в 2011 году.

## Достижения
- Трофей Минас-Жерайс:
  - Победитель (1): 1981.